# 莫斯科电影院

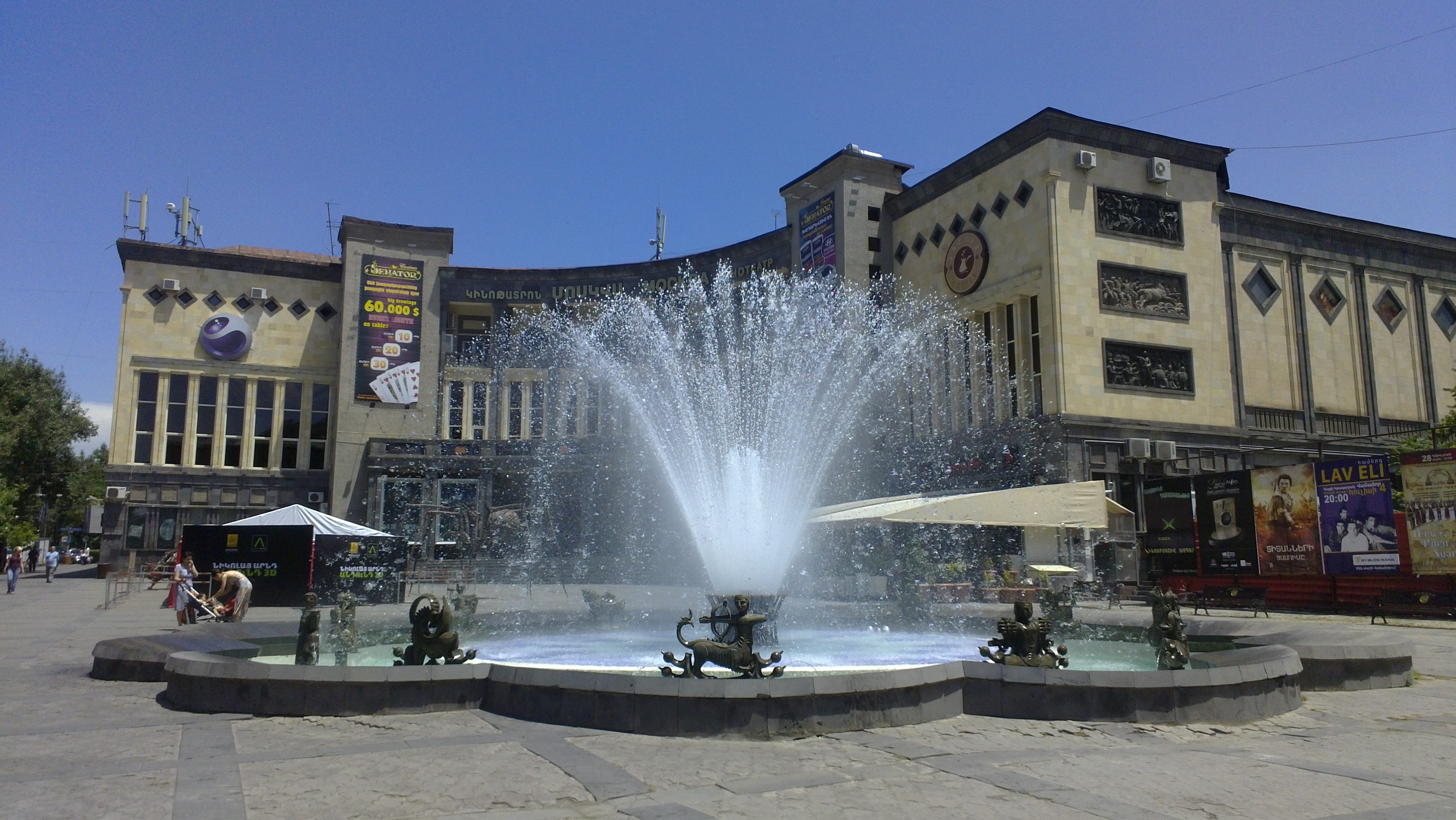

莫斯科劇院是亞美尼亞首都葉里溫規模最大的一家電影院。

## 历史
莫斯科劇院所在地在過去曾是聖保羅和聖彼得教堂。1930年代，蘇聯當局拆毀了教堂。2010年，有人提議拆除電影院重建教堂。莫斯科劇院是每年葉里溫國際電影節的舉辦地。